# El Graó (Rivert)
El Graó és un paratge del terme municipal de Conca de Dalt, a l'antic terme de Toralla i Serradell, al Pallars Jussà, en territori que havia estat del poble de Rivert.
Està situat a prop del límit sud-est del terme municipal i de l'enclavament, a la partida dels Obacs, al nord del Serrat de l'Extrem i a ponent de Caborrius. És a la dreta del barranc de Rivert, al sud-est de Rivert,